# Nick Sirianni
Nicholas John Siranni, né le 15 juin 1981 à Jamestown dans l'État de New York, est un entraîneur de football américain dans la National Football League (NFL).
Entraîneur principal des Eagles de Philadelphie depuis la saison 2021, il remporte avec cette franchise au terme de la saison 2024 le Super Bowl LIX, en battant 40 à 22 les Chiefs de Kansas City.
Auparavant, il a entraîné l'université de Mount Union (2004-2005), l'université d'Indiana en Pennsylvanie (2006-2008), les Chiefs de Kansas City (2009-2012), les Chargers de San Diego/Los Angeles (2013-2017) et les Colts d'Indianapolis (2018-2020).
Au niveau universitaire, il a joué au poste de wide receiver pendant quatre saisons pour les Purple Raiders de Mount Union (en) dans la Division III de la NCAA avant de jouer une saison en tant que professionnel (2005) pour les Legends de Canton (en) dans l'American Indoor Football League (en).

## Biographie

### Jeunesse
Sirianni est le fils de Fran et Amy Sirianni. Son père était entraîneur principal de la Southwestern Central High School (en) à West Ellicott dans l'État de New York, où Nick obtient son diplôme en 1999. Il est d'origine italienne par son père, avec des racines en Calabre. Il a été élevé dans la religion catholique.
Sirianni a joué au poste de wide receiver dans la Division III de la NCAA avec l'équipe de Mount Union (en) située à Alliance dans l'Ohio, remportant les championnats nationaux en 2000, 2001 et 2002. Bien qu'une blessure au mollet et un syndrome de loge aient presque mis fin à sa carrière de joueur en deuxième année, Sirianni a persévéré. En tant que senior en 2003, il a totalisé 998 yards et inscrit 13 touchdowns tout en obtenant son diplôme en éducation.
Il a joué une saison pour les Legends de Canton (en) de l'American Indoor Football League (en).

### Carrière d'entraîneur

#### Les débuts
Sirianni commence sa carrière d'entraîneur à Mount Union où il s'occupe des defensive backs. La saison suivante, il est engagé par les Crimson Hawks de IUP (en) où il devient entraîneur des wide receivers.

#### Chiefs de Kansas City
En 2009, Sirianni est engagé en tant qu'entraîneur de contrôle de la qualité offensive des Chiefs de Kansas City par le nouvel entraîneur principal Todd Haley (en). Sirianni et Haley se sont connus lorsqu'ils fréquentaient le même YMCA lorsque Sirianni était à l'université et que Haley était entraîneur des wide receivers des Bears de Chicago. 
Sirianni est conservé sous la direction du nouvel entraîneur Romeo Crennel et il est promu entraîneur des receveurs lors de la seule saison de Crennel en tant qu'entraîneur principal des Chiefs en 2012. Sirianni n'est pas conservé pour la saison 2013 sous la direction du nouvel entraîneur principal Andy Reid,.

#### Chargers de San Diego
Sirianni rejoint les Chargers de San Diego lorsque Mike McCoy est embauché comme entraîneur principal en 2013. En 2014, il devient l'entraîneur des quarterbacks, travaillant avec le Philip Rivers et le coordinateur offensif Frank Reich. En 2016, Sirianni y devient entraîneur des receveurs.

#### Colts d'Indianapolis
Frank Reich étant nommé entraîneur principal des Colts d'Indianapolis, il embauche Sirianni en tant que coordinateur offensif en 2018.
Sirianni développe une relation étroite avec Reich, bien que contrairement à certains entraîneurs principaux, Reich ait choisi de décider les jeux de l'équipe plutôt que de déléguer la responsabilité à Sirianni. Au cours de ses trois années en tant que coordinateur offensif avec les Colts, Sirianni avait un quarterback titulaire différent chaque année, travaillant avec Andrew Luck, Jacoby Brissett et Philip Rivers. Les Colts ont participé aux séries éliminatoires à deux reprises et ont terminé 10e, 19e et 12e meilleure équipe offensive avec Sirianni.

#### Eagles de Philadelphie
Le 24 janvier 2021, il est engagé par les Eagles de Philadelphie comme entraîneur principal après le renvoi de Doug Pederson,.
Le 12 septembre 2021, Sirianni fait ses débuts en tant qu'entraîneur principal et mène les Eagles à une victoire 32 à 6 contre les Falcons. Malgré un début de saison négatif de 2-5, Sirianni termine sa première saison en tant qu'entraîneur principal avec un bilan positif de 9-8 tout en décrochant une place en wild card. Les Eagles perdent cependant ce match 15 à 31 joué contre les champions en titre des Buccaneers de Tampa Bay. Sirianni est le seul entraîneur de première année à qualifier son équipe pour la série éliminatoire lors de la saison 2021, et le troisième entraîneur principal des Eagles à le faire tout comme Chip Kelly en 2013 et Ray Rhodes (en) en 1995.

## Statistiques
| Équipe                 | Saison       | Saison régulière | Saison régulière | Saison régulière | Saison régulière | Saison régulière | Phase éliminatoire | Phase éliminatoire | Phase éliminatoire | Phase éliminatoire                                                |
| ---------------------- | ------------ | ---------------- | ---------------- | ---------------- | ---------------- | ---------------- | ------------------ | ------------------ | ------------------ | ----------------------------------------------------------------- |
| Équipe                 | Saison       | G                | P                | N                | % victoires      | Classement       | G                  | P                  | % victoires        | Résultat                                                          |
| Eagles de Philadelphie | 2021         | 9                | 8                | 0                | 52,9             | 2e NFC Est       | 0                  | 1                  | 0                  | Défaite contre les Buccaneers de Tampa Bay lors du tour Wild card |
| Eagles de Philadelphie | 2022         | 14               | 3                | 0                | 82,4             | 1er NFC Est      | 2                  | 1                  | 66,7               | Défaite au Super Bowl LVII contre les Chiefs de Kansas City       |
| Eagles de Philadelphie | 2023         | 11               | 6                | 0                | 64,7             | 2e NFC Est       | 0                  | 1                  | 0                  | Défaite contre les Buccaneers de Tampa Bay lors du tour Wild card |
| Eagles de Philadelphie | 2024         | 14               | 3                | 0                | 82,4             | 1er NFC Est      | 4                  | 0                  | 100                | Victoire au Super Bowl LIX contre les Chiefs de Kansas City       |
| Eagles de Philadelphie | 2025         | —                | —                | —                | —                | NFC Est          | —                  | —                  | —                  | —                                                                 |
| Bilan global           | Bilan global | 48               | 20               | 0                | 70,6             |                  | 5                  | 3                  | 66,7               |                                                                   |